# Psilochilus dusenianus
Psilochilus dusenianus là một loài thực vật có hoa trong họ Lan. Loài này được Kraenzl. ex Garay & Dunst. miêu tả khoa học đầu tiên năm 1965.